# Посёлок дома отдыха «Верея»
Посёлок дома отдыха «Верея» — посёлок сельского типа в Наро-Фоминском районе Московской области, входит в состав муниципального образования Городское поселение Верея.
Население — 1 чел. (2010). До 2006 года посёлок входил в состав Симбуховского сельского округа.
Посёлок расположен на левом берегу реки Протвы, в 1,5 км севернее города Вереи, высота центра над уровнем моря 192 м. Посёлок связан автобусными маршрутами с Наро-Фоминском и Вереей.

## Население
| 2002 | 2006 | 2010 |
| ---- | ---- | ---- |
| 17   | ↗23  | ↘1   |